# Гарпстер (Огайо)
Гарпстер (англ. Harpster) — селище (англ. village) в США, в окрузі Ваяндот штату Огайо. Населення — 160 осіб (2020).

## Географія
Гарпстер розташований за координатами 40°44′18″ пн. ш. 83°15′1″ зх. д. / 40.73833° пн. ш. 83.25028° зх. д. (40.738429, -83.250178).  За даними Бюро перепису населення США в 2010 році селище мало площу 5,10 км², уся площа — суходіл.

## Демографія
Згідно з переписом 2010 року, у селищі мешкали 204 особи в 83 домогосподарствах у складі 61 родини. Густота населення становила 40 осіб/км².  Було 90 помешкань (18/км²).
Расовий склад населення:
| - 97,5 % — білих - 1,0 % — чорних або афроамериканців |

До двох чи більше рас належало 1,0 %. Частка іспаномовних становила 0,5 % від усіх жителів.
За віковим діапазоном населення розподілялося таким чином: 21,1 % — особи молодші 18 років, 54,4 % — особи у віці 18—64 років, 24,5 % — особи у віці 65 років та старші. Медіана віку мешканця становила 44,0 року. На 100 осіб жіночої статі у селищі припадало 92,5 чоловіків;  на 100 жінок у віці від 18 років та старших — 87,2 чоловіків також старших 18 років.
Середній дохід на одне домашнє господарство  становив 45 331 долар США (медіана — 43 077), а середній дохід на одну сім'ю — 55 589 доларів (медіана — 50 000). Медіана доходів становила 31 964 долари для чоловіків та 31 250 доларів для жінок. За межею бідності перебувало 3,9 % осіб, у тому числі 0,0 % дітей у віці до 18 років та 3,5 % осіб у віці 65 років та старших.
Цивільне працевлаштоване населення становило 111 осіб. Основні галузі зайнятості: виробництво — 24,3 %, освіта, охорона здоров'я та соціальна допомога — 22,5 %, роздрібна торгівля — 17,1 %.